# Résolution 2076 du Conseil de sécurité des Nations unies
Membres permanents
- Chine
- États-Unis
- France
- Royaume-Uni
- Russie

Membres non permanents
- Afrique du Sud
- Allemagne
- Azerbaïdjan
- Colombie
- Guatemala
- Inde
- Maroc
- Pakistan
- Portugal
- Togo

Résolution no 2075 Résolution no 2077
La résolution 2076 du Conseil de sécurité des Nations unies a été adoptée à l'unanimité le 20 novembre 2012. Le Conseil de sécurité a exigé le retrait immédiat du groupe armé connu sous le nom de Mouvement du 23 mars (M23) de la grande ville congolaise de Goma et la cessation de toute nouvelle avancée, appelant à une clarification des rapports sur le soutien externe fourni au groupe et se déclarant prêt à agir sur la base des informations reçues.